# Joaquim Armengol i Grané
Joaquim Armengol i Grané (Sant Feliu de Llobregat, 1923 - 1987) va néixer a la finca de la Torreblanca de Sant Feliu de Llobregat, de la qual els seus pares n'eren els porters. Va ser administrador de Roses Torreblanca i de Vins i Caves Marqués de Monistrol. Aficionat al teatre i al sardanisme, va col·laborar i va ser jurat de les Exposicions Nacionals de Roses, així com president de la Asociación de Cabezas de Familia. El 1973, darrers anys del franquisme, fou nomenat alcalde de Sant Feliu de Llobregat, un càrrec que ocupà fins al 1978. També va ser diputat provincial.